# Ernst-Günther Baade
Ernst-Günther Baade foi um General alemão que serviu durante a Segunda Guerra Mundial. Nasceu em 20 de Agosto de 1897, faleceu devido à ferimentos em 8 de Maio de 1945.

## Biografia
Entrou como voluntário para o Exército em 1914 e serviu como Leutnant num regimento de cavalaria (dragoons) em 1916. Ele deixou o Exército em 1920. Após o seu retorno em 1924, voltou ao serviço ativo com a patente de Leutnant, servindo numa brigada de cavalaria.
Promovido a Major em 1937, foi o comandante do Auf kl. Abt. 17 no início da Segunda Guerra Mundial. Promovido para Oberstleutnant em 1 de Março de 1940 e em seguida Oberst, Generalmajor e Generalleutnant em 1 de Abril de 1942, 1 de Fevereiro de 1944 e 1 de Agosto de 1944.
Durante este tempo, ele comandou sucessivamente l./Reit.Rgt. 22(15 de Dezembro de 1939), Radf.Abt. 1 (30 de Setembro de 1941), Krd.Schtz.Btl. 4 (1 de Dezembro de 1941) e 999. Lei.Afrika Div. (2 de Abril até 13 de Maio de 1943). Passou um tempo na Wehrmacht no general staff da Itália, mais tarde ele estava no comando do 90. Panzer Grenadier Division (20 de Dezembro de 1943) e mais tarde a LXXXI Corpo de Exército (10 de Março de 1945).
Ele faleceu devido à ferimentos no dia 8 de Maio de 1945.

## Condecorações
Foi condecorado com a Cruz de Cavaleiro da Cruz de Ferro (27 de Junho de 1942), com Folhas de Carvalho (22 de Fevereiro de 1944, n°402) e Espadas (16 de Novembro de 1944, n° 111) e a Cruz Germânica em Ouro (2 de Novembro de 1941).